# NGC 1117/2
NGC 1117/2 је галаксија у сазвежђу Ован која се налази на NGC листи објеката дубоког неба.
Деклинација објекта је + 13° 11' 16" а ректасцензија 2h 51m 13,6s. Привидна величина (магнитуда) објекта NGC 1117 износи 15,5 а фотографска магнитуда 16,5. NGC 11172 је још познат и под ознакама UGC 2337, CGCG 440-22, PGC 200207.